# Mossbottnarna
Mossbottnarna este o arie protejată (arie specială de conservare — SAC, sit de importanță comunitară — SCI) din Suedia întinsă pe o suprafață de 4,6 ha, integral pe uscat.

## Localizare
Centrul sitului Mossbottnarna este situat la coordonatele 59°57′51″N 18°31′17″E / 59.9643°N 18.5213°E.

## Înființare
Situl Mossbottnarna a fost declarat sit de importanță comunitară în aprilie 2004 pentru a proteja 1 specie de animale. Situl a fost protejat și ca arie specială de conservare în martie 2011.

## Biodiversitate
Situată în ecoregiunea boreală, aria protejată nu include niciun habitat protejat.
La baza desemnării sitului se află o specie protejată de  nevertebrate: Hypodryas maturna.